# Locrinus
Locrinus est un roi légendaire de l’île de Bretagne (actuelle Grande-Bretagne), dont l’« histoire » est rapportée par Geoffroy de Monmouth dans son Historia regum Britanniae (vers 1135). Son règne aurait duré 10 ans et il serait contemporain de l’aède grec Homère.

## Biographie légendaire
Locrinus est le fils ainé du roi Brutus de Bretagne, le fondateur du royaume après la guerre de Troie, et de son épouse Innogen. À la mort de son père, le royaume de Bretagne est partagé en trois parties : Locrinus reçoit le centre de l’île à qui il donne le nom de « Loegrie », Kamber reçoit la « Cambrie » (actuel pays de Galles) et lui donne son nom, Albanactus hérite de la région du nord et l’appelle « Albanie » (Écosse).
Alors que la paix règne dans les trois royaumes, Humber le roi des Huns (peuples Scots en gaélique) débarque dans l’île et attaque l’Albanie. Albanactus ayant été tué, Locrinus s’allie à Kamber et lève une armée pour affronter les Huns. Humber prend la fuite, mais se noie dans la rivière qui porte maintenant son nom. Locrinus s’empare des biens des ennemis et les partage à l’exception de l’or et de l’argent qu’il garde pour lui. Sur les navires ennemis, il découvre aussi trois superbes jeunes filles dont l’une, Estrildis, est la fille du roi de Germanie, qui avait été enlevée par Humber.
Locrinus veut l’épouser, mais c’est renier sa promesse de prendre pour femme la fille de Corineus le roi de Cornouailles, qui veut le tuer avec sa hache. Locrinus doit tenir sa promesse, il épouse donc Guendoloena. Mais ne pouvant renoncer à son amour pour Estrildis, il l’enferme dans un souterrain où il la retrouve en secret, prétextant des sacrifices aux dieux. Estrildis met au monde une fille Habren et Guendoloena un fils, Maddan, dont l’éducation est confiée à son grand-père.
À la mort de Corineus, Locrinus répudie Guendoloena et Estrildis devient reine. Guendoloena se rend en Cornouailles où elle lève une armée. La bataille a lieu près du fleuve Stour où Locrinus est tué. Victorieuse, Guendoloena devient maitresse du royaume et ordonne qu'Estrildis et Habren soient précipitées dans une rivière aujourd’hui nommée Severn, d’après le nom de Habren.
Guendoloena règne 15 ans après Locrinus et confie le royaume à son fils Maddan quand il devient adulte. Elle se retire en Cornouailles
|                               |                               |                               |                               |                               |                               |  |  |                        |  |  |  |  |  |  |  | Énée                                     |                                          |                                          |                                          |                                          |                                          |  |  |                       |                       |                       |                       |                       |                       |  |  |                          |                          |                          |                          |                          |                          |  |  |
|                               |                               |                               |                               |                               |                               |  |  |                        |  |  |  |  |  |  |  |                                          |                                          |                                          |                                          |                                          |                                          |  |  |                       |                       |                       |                       |                       |                       |  |  |                          |                          |                          |                          |                          |                          |  |  |
|                               |                               |                               |                               |                               |                               |  |  |                        |  |  |  |  |  |  |  | Ascagne                                  |                                          |                                          |                                          |                                          |                                          |  |  |                       |                       |                       |                       |                       |                       |  |  |                          |                          |                          |                          |                          |                          |  |  |
|                               |                               |                               |                               |                               |                               |  |  |                        |  |  |  |  |  |  |  |                                          |                                          |                                          |                                          |                                          |                                          |  |  |                       |                       |                       |                       |                       |                       |  |  |                          |                          |                          |                          |                          |                          |  |  |
|                               |                               |                               |                               |                               |                               |  |  |                        |  |  |  |  |  |  |  | Silvius                                  |                                          |                                          |                                          |                                          |                                          |  |  |                       |                       |                       |                       |                       |                       |  |  |                          |                          |                          |                          |                          |                          |  |  |
|                               |                               |                               |                               |                               |                               |  |  |                        |  |  |  |  |  |  |  |                                          |                                          |                                          |                                          |                                          |                                          |  |  |                       |                       |                       |                       |                       |                       |  |  |                          |                          |                          |                          |                          |                          |  |  |
| Corineus roi de Cornouailles  | Corineus roi de Cornouailles  | Corineus roi de Cornouailles  | Corineus roi de Cornouailles  | Corineus roi de Cornouailles  | Corineus roi de Cornouailles  |  |  |                        |  |  |  |  |  |  |  | Brutus 1er roi de Bretagne               | Brutus 1er roi de Bretagne               | Brutus 1er roi de Bretagne               | Brutus 1er roi de Bretagne               | Brutus 1er roi de Bretagne               | Brutus 1er roi de Bretagne               |  |  |                       |                       |                       |                       |                       |                       |  |  | Innogen                  | Innogen                  | Innogen                  | Innogen                  | Innogen                  | Innogen                  |  |  |
| Corineus roi de Cornouailles  | Corineus roi de Cornouailles  | Corineus roi de Cornouailles  | Corineus roi de Cornouailles  | Corineus roi de Cornouailles  | Corineus roi de Cornouailles  |  |  |                        |  |  |  |  |  |  |  | Brutus 1er roi de Bretagne               | Brutus 1er roi de Bretagne               | Brutus 1er roi de Bretagne               | Brutus 1er roi de Bretagne               | Brutus 1er roi de Bretagne               | Brutus 1er roi de Bretagne               |  |  |                       |                       |                       |                       |                       |                       |  |  | Innogen                  | Innogen                  | Innogen                  | Innogen                  | Innogen                  | Innogen                  |  |  |
|                               |                               |                               |                               |                               |                               |  |  |                        |  |  |  |  |  |  |  |                                          |                                          |                                          |                                          |                                          |                                          |  |  |                       |                       |                       |                       |                       |                       |  |  |                          |                          |                          |                          |                          |                          |  |  |
|                               |                               |                               |                               |                               |                               |  |  |                        |  |  |  |  |  |  |  |                                          |                                          |                                          |                                          |                                          |                                          |  |  |                       |                       |                       |                       |                       |                       |  |  |                          |                          |                          |                          |                          |                          |  |  |
| Guendoloena reine de Bretagne | Guendoloena reine de Bretagne | Guendoloena reine de Bretagne | Guendoloena reine de Bretagne | Guendoloena reine de Bretagne | Guendoloena reine de Bretagne |  |  |                        |  |  |  |  |  |  |  | Locrinus roi de Loegrie puis de Bretagne | Locrinus roi de Loegrie puis de Bretagne | Locrinus roi de Loegrie puis de Bretagne | Locrinus roi de Loegrie puis de Bretagne | Locrinus roi de Loegrie puis de Bretagne | Locrinus roi de Loegrie puis de Bretagne |  |  | Kamber roi de Cambrie | Kamber roi de Cambrie | Kamber roi de Cambrie | Kamber roi de Cambrie | Kamber roi de Cambrie | Kamber roi de Cambrie |  |  | Albanactus roi d’Albanie | Albanactus roi d’Albanie | Albanactus roi d’Albanie | Albanactus roi d’Albanie | Albanactus roi d’Albanie | Albanactus roi d’Albanie |  |  |
| Guendoloena reine de Bretagne | Guendoloena reine de Bretagne | Guendoloena reine de Bretagne | Guendoloena reine de Bretagne | Guendoloena reine de Bretagne | Guendoloena reine de Bretagne |  |  |                        |  |  |  |  |  |  |  | Locrinus roi de Loegrie puis de Bretagne | Locrinus roi de Loegrie puis de Bretagne | Locrinus roi de Loegrie puis de Bretagne | Locrinus roi de Loegrie puis de Bretagne | Locrinus roi de Loegrie puis de Bretagne | Locrinus roi de Loegrie puis de Bretagne |  |  | Kamber roi de Cambrie | Kamber roi de Cambrie | Kamber roi de Cambrie | Kamber roi de Cambrie | Kamber roi de Cambrie | Kamber roi de Cambrie |  |  | Albanactus roi d’Albanie | Albanactus roi d’Albanie | Albanactus roi d’Albanie | Albanactus roi d’Albanie | Albanactus roi d’Albanie | Albanactus roi d’Albanie |  |  |
|                               |                               |                               |                               |                               |                               |  |  |                        |  |  |  |  |  |  |  |                                          |                                          |                                          |                                          |                                          |                                          |  |  |                       |                       |                       |                       |                       |                       |  |  |                          |                          |                          |                          |                          |                          |  |  |
|                               |                               |                               |                               |                               |                               |  |  | Maddan roi de Bretagne |  |  |  |  |  |  |  |                                          |                                          |                                          |                                          |                                          |                                          |  |  |                       |                       |                       |                       |                       |                       |  |  |                          |                          |                          |                          |                          |                          |  |  |

## Sources
- (en) Peter Bartrum, A Welsh classical dictionary: people in history and legend up to about A.D. 1000, Aberystwyth, National Library of Wales, 1993 (ISBN 9780907158738), p. 485  LOCRINUS son of BRUTUS. (Fictitious). (1091-1081 B.C.)
- Geoffroy de Monmouth, Histoire des rois de Bretagne, traduit et commenté par Laurence Mathey-Maille, Les Belles lettres, coll. « La Roue à livres », Paris, 2004,  (ISBN 2-251-33917-5).